# جون سترينج وينتر
جون سترينج وينتر (بالإنجليزية: John Strange Winter)‏ (13 يناير 1856، يورك في المملكة المتحدة - 13 ديسمبر 1911 في المملكة المتحدة)؛ كاتِبة، صحفية وروائية بريطانية.